# جيمس هنري فيلدز
جيمس هنري فيلدز (بالإنجليزية: James Henry Fields)‏ هو عازف بيانو أمريكي، ولد في 1 نوفمبر 1948، وتوفي في 1984.

## وصلات خارجية
- جيمس هنري فيلدز على موقع ميوزك برينز (الإنجليزية)